# Chambre de commerce et d'industrie de Nouvelle-Calédonie
La Chambre de commerce et d'industrie de Nouvelle-Calédonie (CCI Nouvelle-Calédonie) est une assemblée de responsables d'entreprises élus par leurs pairs commerçants, industriels et prestataires de services de Nouvelle-Calédonie. Fondée en 1879, elle est un élément moteur du développement économique local et assure des missions de service à ses ressortissants, de conseil aux autorités publiques et de gestion d'équipements d'intérêt général. 

## Histoire
La chambre de commerce et d'industrie de Nouvelle-Calédonie a été fondée en 1879 sous le nom de « Chambre de commerce de Nouméa ». D'abord simple organe consultatif organisé par un arrêté du pouvoir local, elle acquiert la personnalité morale par un décret du 30 août 1924. Après le décret de 1924, son statut est ensuite fixé par le décret no 53-221 du 16 mars 1953, sous le nom de « Chambre de commerce de la Nouvelle-Calédonie et dépendances », puis par le décret no 76-131 du 6 février 1976 qui lui donne son nom actuel,. Le nombre de membres, initialement fixé à 12, est porté à 24 par le décret no 86-4 du 3 janvier 1986, puis à 33 en 2021. Depuis le 1er septembre 2021, la chambre de commerce et d'industrie est soumise à la législation et à la réglementation édictées par le Congrès de la Nouvelle-Calédonie. 

## Statut et organisation
La chambre de commerce et d'industrie est régie par la loi du pays no 2021-7 du 21 juillet 2021 et par la délibération no 168 du 19 août 2021, qui forment le « droit commun » des chambres consulaires néo-calédoniennes, ainsi que par la délibérationno 169 du 19 août 2021, qui en fixe le statut particulier. 
Les 33 membres de l'assemblée générale de la CCI-NC (art. 3) sont élus pour cinq ans par un collège électoral constitué des personnes inscrites au registre du commerce et des sociétés (art.6). Les électeurs sont répartis en trois catégories correspondant respectivement au commerce, à l'industrie et aux services (art. 3). En outre, dans chaque catégorie, un siège au moins est attribué à une entreprise de chaque province et un ou plusieurs sièges peuvent être réservés aux entreprises d'une importance économique particulière. La CCI-NC est dotée d'un bureau composé du président, du trésorier et, en outre, de trois à huit membres (art. 15). 

## Missions
Quatre missions essentielles caractérisent la CCI-NC :
- La proximité avec les entreprises (orientation, information, mise en relations…)
- Donner des avis au gouvernement
- Former les ressortissants
- Gérer les équipements aéroportuaires (aéroports de la Tontouta, de Magenta et aérodrome de l'Île des Pins) et maritimes (gare maritime de Nouméa).

Dans son rôle de formation, la CCI-NC gère un centre de formation par l'apprentissage ainsi que l'école de gestion et de commerce du Pacifique Sud. Elle propose aussi aux actifs des stages de formation continue. 

## Pour approfondir